# Kanton Rochechouart
Kanton Rochechouart is een kanton van het Franse departement Haute-Vienne. Kanton Rochechouart maakt deel uit van het arrondissement Rochechouart en telt 17.235 inwoners in 2018.

## Gemeenten
Het kanton Rochechouart omvatte tot 2014 de volgende 5 gemeenten:
- Chéronnac
- Les Salles-Lavauguyon
- Rochechouart (hoofdplaats)
- Vayres
- Videix

Door de herindeling van de kantons bij decreet van 20 februari 2014, met uitwerking op 22 maart 2015, werden alle 17 gemeenten van de opgeheven kantons Oradour-sur-Vayres, Saint-Mathieu en Saint-Laurent-sur-Gorre aan dit kanton toegevoegd:
- Champagnac-la-Rivière
- Champsac
- La Chapelle-Montbrandeix
- Cognac-la-Forêt
- Cussac
- Dournazac
- Gorre
- Maisonnais-sur-Tardoire
- Marval
- Oradour-sur-Vayres
- Pensol
- Saint-Auvent
- Saint-Bazile
- Saint-Cyr
- Saint-Laurent-sur-Gorre
- Saint-Mathieu
- Sainte-Marie-de-Vaux